# Christophe Pinel
Christophe Jean Pinel (* 1. März 1970 in Le Havre) ist ein französischer Filmeditor.
Pinel studierte Filmschnitt an der Hochschule La fémis in Paris und ist seit 1994 als Editor für Film und Fernsehen tätig. Für den Film 9 mois ferme war er 2014 für den César in der Kategorie Bester Schnitt nominiert.

## Filmografie (Auswahl)
- 2003: Le ventre de Juliette
- 2008: Ca$h
- 2010: 600 Kilo pures Gold! (600 kilos d’or pur)
- 2011: Zum Glück bleibt es in der Familie (On ne choisit pas sa famille)
- 2011: On the Run (La Proie)
- 2011: Sleepless Night – Nacht der Vergeltung (Nuit blanche)
- 2013: 9 mois ferme
- 2015: Unter Freunden (Entre amis)
- 2015: The Lady in the Car with Glasses and a Gun
- 2016: Die Grundschullehrerin (Primaire)
- 2017: Au revoir là-haut
- 2019: Rebellinnen – Leg’ dich nicht mit ihnen an! (Rebelles)
- 2019: Meine geistreiche Familie (L’Esprit de famille)
- 2020: Was dein Herz dir sagt – Adieu ihr Idioten! (Adieu les cons)
- 2021: Das große Abenteuer des kleinen Vampir (Petit vampire)
- 2021: Christmas Flow (Fernsehdreiteiler)* 2023: Let Her Kill You
- 2024: Saint-Exupéry – Die Geschichte vor dem kleinen Prinzen (Saint-Ex)